# Rund um Berlin 1953
Rund um Berlin 1953 war die 47. Austragung des ältesten deutschen Eintagesrennens Rund um Berlin. Es fand am 26. Juli über 243 Kilometer statt.

## Rennverlauf
Start und Ziel lagen wieder in Weißensee. Die Fahrer der Allgemeinen Klasse erhielten wie im Vorjahr acht Minuten Vorgabe. Stürze und Defekte prägten das Straßenradrennen, wobei der schwere Sturz von Horst Bräunlich den Wettbewerb überschattete. Mit einer Energieleistung setzte sich der spätere Sieger Erich Schulz von seinen verbliebenen Konkurrenten ab und fuhr bis zum Ziel einen großen Vorsprung als Solist heraus.

## Ergebnisse
|     | Fahrer           | Verein                     | Zeit (h)       |
| --- | ---------------- | -------------------------- | -------------- |
| 01. | Erich Schulz     | BSG Post Berlin            | 7:15:00 h      |
| 02. | Bernhard Wille   | SV Dynamo Berlin           | + 5:13 Minuten |
| 03. | Manfred Johannes | BSG Lokomotive Lichtenberg | + 7:19 Minuten |
| 0 … |                  |                            |                |